# Framfjord
Framfjord är en by i Viks kommun i Vestland fylke i västra Norge. Byn ligger vid fylkesväg 5600, på den östra sidan av Arnafjorden, en sydlig arm av Sognefjorden.